# روزايافكا
روزايافكا (بالروسية: Рузаевка) هي إحدى مدن روسيا في الكيان الفدرالي الروسي موردوفيا.

## أعلام
- غينادي ميخائيلوفيتش ملخين